# David Eldar
David Eldar (né en 1990[réf. nécessaire]) est un joueur de Scrabble anglophone et de poker Omaha australien,.

## Études
Eldar a étudié à la King David School (en) à Melbourne.

## Palmarès

### Au Scrabble
David Eldar a notamment remporté:
- le championnat du monde junior (en) en 2006 ;
- le championnat d'Australie 2007 ;
- le championnat de l'État de Victoria en 2003 ;
- le championnat nord-américain en 2016 ;
- le championnat du monde en 2017[4].

### Au poker
Eldar joue sous le pseudonyme Deldar182 sur PokerStars où il totalisait en avril 2018 1 800 000 $ de gain.
Eldar a terminé 5e de l'European High Roller Championship No Limit Hold'em en 2009, remportant 181 450 $. En 2018 il cumule 200 000 $ de gains en tournois en face à face.